# Tweede Jacob van Campenstraat 2-86
Het complex Tweede Jacob van Campenstraat 2-86/Eerste van der Helststraat 1 is een gebouw met zestig woningen op de hoek van de Tweede Jacob van Campenstraat en de Eerste van der Helststraat in De Pijp te Amsterdam-Zuid.
Het gebouw is opvallend in de buurt door haar grootte. Het ziet eruit als een deel van een woonblok met herhalende architectuur, terwijl panden in de buurt een voor een lijken te zijn neergezet. Het complex in eclectische bouwstijl is dan ook gebouwd voor onderbrenging van de Waalse gemeente (geloofsvluchtelingen). Architect was gemeenteambtenaar Daniël Jean Sanches.
Er waren eind 20e eeuw plannen om het complex te slopen, het was sterk verpauperd. De buurt kwam in opstand en zo werd het complex in de jaren nul van de 21e eeuw gerenoveerd. Het kwam er daarbij op neer dat eigenlijk alles vernieuwd moest worden, van fundering tot voegwerk. Voorts werden woningen samengetrokken. Ter herinnering aan de strijd voor behoud is aan de kop van de Tweede Jacob van Campenstraat het beeld Nachtwacht geplaatst.
Rond 2020 werd er weer groot onderhoud aan het gebouw gepleegd.

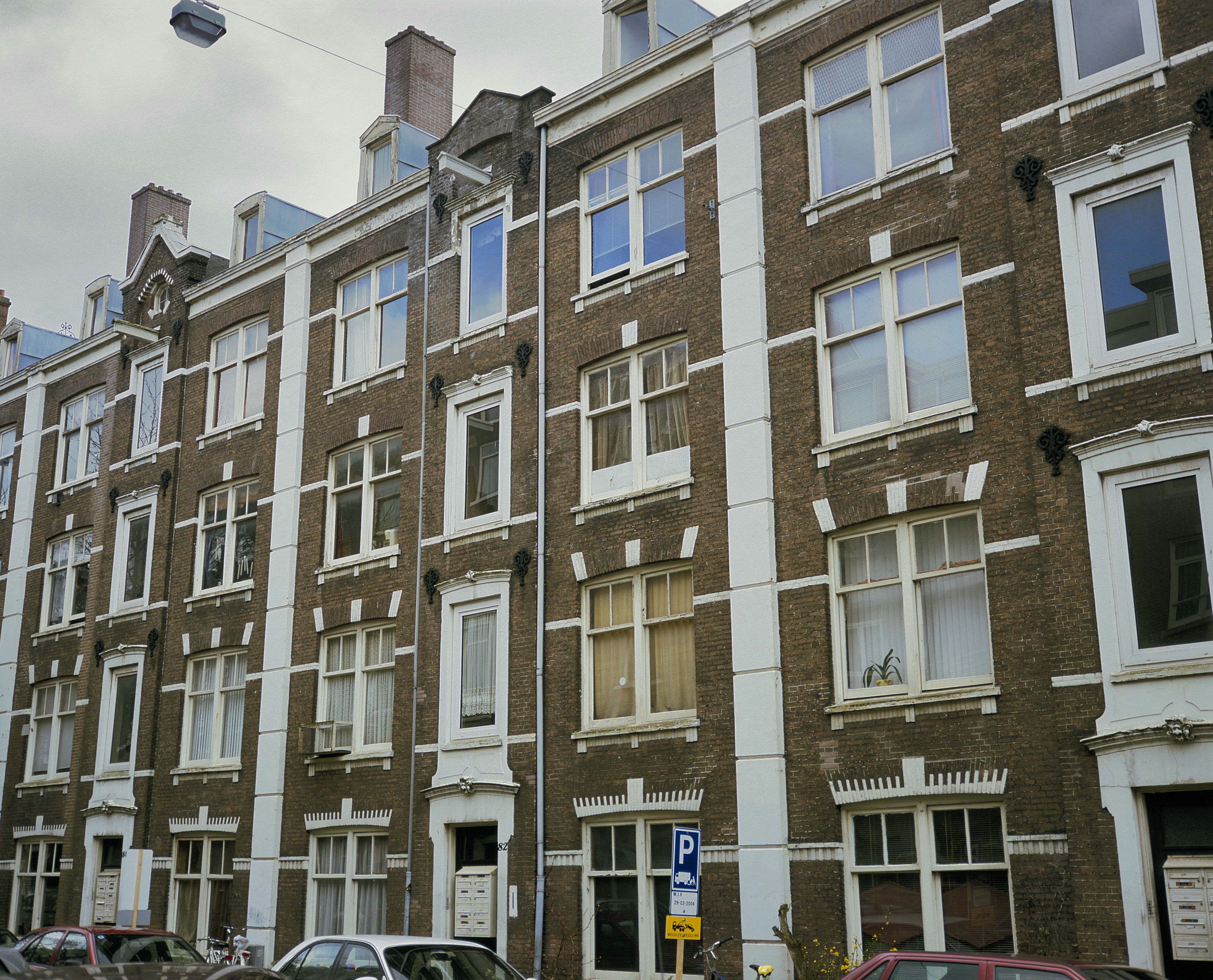
Gevelwand voor de renovatie van 2004